# Kamp Molengoot
Kamp Molengoot was een van de vele Joodse werkkampen in de Tweede Wereldoorlog in Nederland waar men verplicht werd zwaar werk te verrichten onder harde omstandigheden. Het kamp lag bij Collendoorn, iets ten noorden van Hardenberg, aan wat nu de Luggersweg is.

## Opbouw
Kamp Molengoot werd in het begin van de oorlog opgericht als werkkamp voor arbeiders die vanuit de Rijksdienst voor de Werkverruiming, kortweg werkverschaffing, spit- en graafwerk verrichtten voor de Heidemij. Tot begin januari 1942 hebben werkeloze Nederlanders in het kamp gewoond. Zij moesten helpen bij het graven van het kanaal de Molengoot. Leider van het kamp was een kok/beheerder.

## Joodse periode
Vanaf januari 1942 tot de nacht van 2 op 3 oktober van dat jaar is het kamp tijdelijk in gebruik geweest als buffer voor Westerbork. Joodse mannen kregen toen een onderkomen in het kamp. Zij moesten samen met niet-joodse arbeiders in Collendoorn ontginningswerkzaamheden verrichtten. De Joden waren vooral jonge werkloze mannen en waren opgeroepen door het Gewestelijk Arbeidsbureau Amsterdam. Philip Slier was een Joodse typograaf die in het kamp arbeid verrichtte en van wie in 1997 veel brieven, die hij aan zijn ouders had gestuurd, teruggevonden werden. In een van zijn brieven schreef hij dat ze zaten opgesloten als slaven en later schrijft hij: Op slaag na is het een volledig concentratiekamp. Misschien komt dit ook nog wel. Op 3 oktober 1942 (Jom Kipoer) zijn de inwoners van het kamp naar kamp Westerbork overgebracht, vanwaar ze naar concentratiekampen in Polen zijn vervoerd. Philip ontsnapte vlak voordat het kamp dichtging, maar onderging later hetzelfde lot.
Ook de latere acteur Ab van der Linden was in Kamp Molengoot terwerkgesteld en naar Kamp Westenbork verplaatst. Hij vond in laatstgenoemd kamp zijn vrouw terug, met wie hij wist te ontsnappen.

## Latere periode
Het kamp werd daarna gebruikt voor gezinnen uit Den Haag en Rotterdam die door bombardementen dakloos waren geworden. Na de oorlog bood het kamp onderkomen aan NSB'ers. Vervolgens werd het kamp gebruikt voor een experiment waarbij 'maatschappelijk onaangepaste gezinnen' werden behandeld. Op 5 oktober 1959 werd door minister Marga Klompé gemeld dat het experiment ten einde liep en het kamp in 1960 ontruimd moest zijn. Hierna werd nog geprobeerd van het kamp een provinciaal kamp voor 'asocialen' te maken, waar plek was voor zo'n 15 Overijsselse gezinnen. Het kamp heette toen Gezinsoord Overijssel. In 1970 werd de stichting, en daarmee het kamp, opgeheven.
Tegenwoordig is er alleen nog een afwateringskanaal in de woonwijk Marslanden dat de naam De Molengoot draagt. Dit kanaal is volgens de boeren in Collendoorn gegraven door de Joden uit Kamp Molengoot. Na 1997, toen de brieven van Philip Slier werden gevonden, kwam het kamp weer onder de aandacht. Op 3 oktober 2000 werd een monument voor de overledenen geplaatst in een klein bos bij het voormalige kamp.
In januari 2005 werd een barak uit het kamp teruggevonden bij een Drentse boerderij. Deze was als kippenschuur gebruikt, en later als stallingplaats voor caravans.